# Guglielmo Zuelli
Guglielmo Zuelli (Reggio Emilia, 20 de octubre de 1859-Milán, 17 de octubre de 1941) fue un compositor, director de orquesta y educador musical italiano. Como compositor alcanzó fama por su primera ópera Fata del Nord, estrenada en Milán en 1884. Tanto su primera como su segunda ópera, Mokanna o Il profeta del Korasan, fueron publicadas por Casa Ricordi. Sin embargo, su segunda ópera nunca se representó. Sus otras composiciones consisten en varias obras corales sacras y varias piezas sinfónicas escritas en un estilo similar al de sus contemporáneos Giacomo Puccini y Pietro Mascagni. Nacido en la pobreza, la primera infancia de Zuelli se vio empañada por la muerte de sus padres a la edad de tres años. Pasó los siguientes cinco años viviendo con su abuela materna, sobreviviendo trabajando como artista callejero, mendigo y ladrón. Pasó algún tiempo en prisión antes de cumplir los ocho años cuando finalmente fue internado en un orfanato en su ciudad natal de Reggio Emilia. Allí recibió su formación musical inicial y finalmente pudo formarse como músico profesional en el Liceo Musicale de Bolonia con la ayuda de un rico benefactor.
Al finalizar sus estudios, emprendió la carrera como profesor de música; Trabajó primero en el recién creado Instituto para Ciegos de Bolonia de 1882 a 1886. Al mismo tiempo, tuvo una intensa carrera como director de ópera desde 1884 hasta 1889. En 1889 fue nombrado director de la Civica Scuola Musicale de Forli y en 1894 ingresó en la facultad del Conservatorio de Palermo. Se desempeñó como director del Conservatorio de Palermo desde 1895 hasta enero de 1912, cuando pasó a ser director del Conservatorio de Parma. Permaneció en ese cargo hasta su retiro anunciado en 1929. Sin embargo, ese mismo año aceptó un nombramiento como director del Conservatorio de Alessandria y continuó en ese cargo hasta su jubilación definitiva en 1933.

## Primeros años y educación
Nacido en Reggio Emilia, Guglielmo Zuelli era hijo de Giuseppe Zuelli y su esposa, Giuseppa Caprari. Su padre trabajaba como talabartero. Muchos de sus familiares estuvieron involucrados en pequeños hurtos; y varias mujeres de su familia se ganaban la vida como carteristas. Sus padres murieron repentinamente el 24 de octubre de 1862, cuando Guglielmo tenía tres años. Fue cuidado por su abuela materna con quien vivió en la pobreza. Ambos sobrevivieron durante los siguientes cinco años realizando espectáculos callejeros, cantando a dúo juntos y, ocasionalmente, recurriendo a pequeños robos. Guglielmo pasó parte de este tiempo de su primera infancia en prisión.
A la edad de ocho años, el tío de Guglielmo lo internó en un orfanato en Reggio Emilia. Fue en esta institución donde recibió su primera educación musical; aprendiendo los rudimentos de la música del organista y director Giuseppe Grisanti, quien era educador musical a tiempo parcial en el orfanato. Después de completar su educación primaria en el orfanato, fue aprendiz de un fabricante de carruajes a la edad de 14 años. Después de algún tiempo allí, trabajó como aprendiz con un fabricante de muebles antes de convertirse finalmente en aprendiz del diseñador teatral Prospero Cattellani.
Las experiencias de Zuelli trabajando en el teatro con Cattellani aumentaron su interés por la música y, finalmente, pudo seguir su formación como músico en el Liceo Musicale de Bolonia gracias al apoyo financiero de un rico benefactor. Allí estudió composición musical durante los primeros cuatro años con Alessandro Busi y luego con Luigi Mancinelli en 1881-1882. Se graduó en el Liceo Musicale en julio de 1882 con el título de profesor de composición musical.

## Carrera
Mientras aún estaba en la escuela, Zuelli hizo su debut profesional como director durante el Carnaval de 1882 dirigiendo una representación de la ópera Iván de Achille Lucidi que fue montada por la Società felsinea di Bolonia. Su primera composición destacada, el poema sinfónico para coro y orquesta Un saluto al mare, suddiviso in quattro parti, estrenada en su ceremonia de graduación en julio de 1882 por la orquesta estudiantil y el coro del Liceo Musicale; y poco después el tercer movimiento de esa obra fue aceptado para su publicación por Casa Ricordi. Después de graduarse, obtuvo empleo como profesor de música en el recién fundado Instituto para Ciegos de Bolonia, donde enseñó desde 1882 hasta 1886. 
Zuelli obtuvo elogios de la crítica por su ópera en un acto Fata del Nord, que se estrenó en el Teatro Manzoni de Milán el 4 de mayo de 1884. Naborre Campanini escribió el libreto de la ópera y la obra ganó el primer premio en un concurso de composición de ópera patrocinado por el editor Edoardo Sonzogno. Giacomo Puccini fue otro compositor que compitió en este concurso; presentando su ópera Le Villi. El preludio de la ópera fue dirigido por Franco Faccio en la exposición mundial de 1884 en Turín, y en 1885 Zuelli dirigió nueve representaciones de la ópera en el Teatro Municipal de Reggio Emilia, donde fue recibida con entusiasmo.
La editorial Casa Ricordi obtuvo los derechos de publicación de Fata del Nord y simultáneamente encargó la segunda y última ópera de Zuelli, Mokanna o Il profeta del Korasan; una obra cuyo libreto de Alberto Ghislanzoni se basó en La tempestad de Shakespeare. Zuelli completó esta ópera en 1886 y, aunque Ricordi publicó la partitura, la obra nunca se representó.
De 1884 a 1889, Zuelli mantuvo una apretada agenda como director de ópera. Trabajó en ese cargo en el Teatro Duse en Bolonia, el Teatro Goldoni de Venecia, el Teatro Comunale Modena y en los teatros de ópera de Montagnana, Novellara, Este, Crevalcore, Russi, Forlì y Rimini. Su agenda de dirección se ralentizó después de que un comité formado por profesores del Conservatorio de Nápoles lo nombrara unánimemente director de la Civica Scuola Musicale de Forli en 1889. En Forlì conoció a Virginia Manuzzi, que era de una familia adinerada de esa ciudad. Se casaron el 7 de diciembre de 1892.
En 1894 Zuelli dejó su puesto en Forli para incorporarse a la facultad del Conservatorio de Palermo. En 1895 fue nombrado director de dicha institución. Entre sus alumnos notables en el conservatorio se encuentran Alfredo Cuscinà, Edoardo Dagnino, Stefano Donaudy, Gino Marinuzzi, Giuseppe Mulè, Giovanni Mulè y Francesco Paolo Neglia. Dejó su cargo en Palermo en enero de 1912 cuando fue nombrado director del Conservatorio de Parma. Mientras aún ocupaba ese cargo, al mismo tiempo se desempeñó como presidente de la Accademia Filarmonica di Bolonia desde 1920 hasta 1924. Se retiró de la dirección del conservatorio en 1929; momento en el que Luigi Ferrari Trecate le sucedió como director del Conservatorio de Parma.
Zuelli salió de su retiro poco después de su inicio, cuando le pidieron que fuera director del Civico Liceo Musicale di Alessandria (ahora Conservatorio Antonio Vivaldi de Alessandria); cargo que ocupó desde 1929 hasta 1933. Habiendo muerto su esposa en 1910, Zuelli pasó los últimos años de su vida en Milán en la casa de una de sus alumnas de Alessandria, la soprano Magda Piccarolo, a quien ayudó a establecerse en los escenarios de la ópera. Murió en casa de Piccarolo el 17 de octubre de 1941 a la edad de 81 años.

### Citas
1. ↑  Slonimsky, 1978, p. 1952.
2. 1 2 3 4 5 6 7 8 9 10 11 12 13 14 15 16 17 18 19 20 21 22 23 24 25 26 27 28 29 30  Rodolfi, Sauro (2020). «ZUELLI, Guglielmo». Dizionario Biografico degli Italiani 100. Treccani.
3. ↑  Key, 1931, p. 444.
4. ↑  Camurani, 1996, pp. 37, 268.
5. 1 2 3 4  Tebaldini, G. (1942). «Guglielmo Zuelli». Rivista musicale italiana XLVI: 102-104.
6. ↑  Catalani, 1992, p. 19.
7. ↑  Curioni, 2011, p. 165.
8. ↑  Parsons, 1986, p. 1965.
9. ↑  D'Annunzio, Malipiero y Bianchi, 1997, p. 84.